# Chinolina
Chinolina (C9H7N) – związek heterocykliczny zawierający azot, zbudowany ze skondensowanych pierścieni: benzenowego i pirydynowego. W temperaturze pokojowej jest bezbarwną cieczą o charakterystycznym zapachu, silnie załamująca światło, rozpuszczalna w alkoholu i eterze, ma własności zasadowe.
Jest ważnym surowcem do otrzymywania barwników, środków farmaceutycznych Jest też stosowana w analizie chemicznej.